# Jean Jacques Nicolas Arveuf-Fransquin
Jean Jacques Nicolas Arveuf-Fransquin (1802-1875) est un architecte français, qui a construit plusieurs châteaux, et a été architecte diocésain de Reims.

## Formation et carrière
Jean-Jacques Nicolas Arveuf-Fransquin est né à Paris le 9 octobre 1802. Il entre à l'École des Beaux-arts de Paris en 1822 ; il aura pour professeur Jules Delespine. En 1830, il suit en tant qu'architecte adjoint les travaux menés à l'abbatiale de Saint-Denis. En 1832, il obtient le deuxième prix du concours pour une salle de spectacle à Tours ; cette même année, un rapport sur les cathédrales d'Auvergne (Clermont-Ferrand, Puy-en-Velay et Saint-Flour) lui est demandé, et il est chargé de l'entretien des cathédrales de Reims, de Châlons et de Saint-Flour. En 1842, un projet de maître-autel pour la cathédrale de Clermont-Ferrand lui est demandé ; il le présentera en 1844.
Arveuf-Fransquin s'occupe des travaux des édifices diocésains de Reims à partir de 1838, où il est en conflit avec l'archevêque, le cardinal Thomas Gousset, qui lui préférerait Narcisse Brunette. Viollet-le-Duc écrit de lui en 1853 qu'il est connu pour être un excellent architecte, mais que ses travaux à l'extérieur du diocèse (il réside à Paris) ne lui permettent pas de passer le temps qui serait nécessaire à Reims.
Il est remplacé temporairement par Viollet-le-Duc en 1860, puis définitivement en 1862 tout en gardant le titre honorifique d'architecte diocésain.
Son fils Alexandre Arveuf-Fransquin est également architecte, actif entre 1867 et 1888.

## Architecture civile

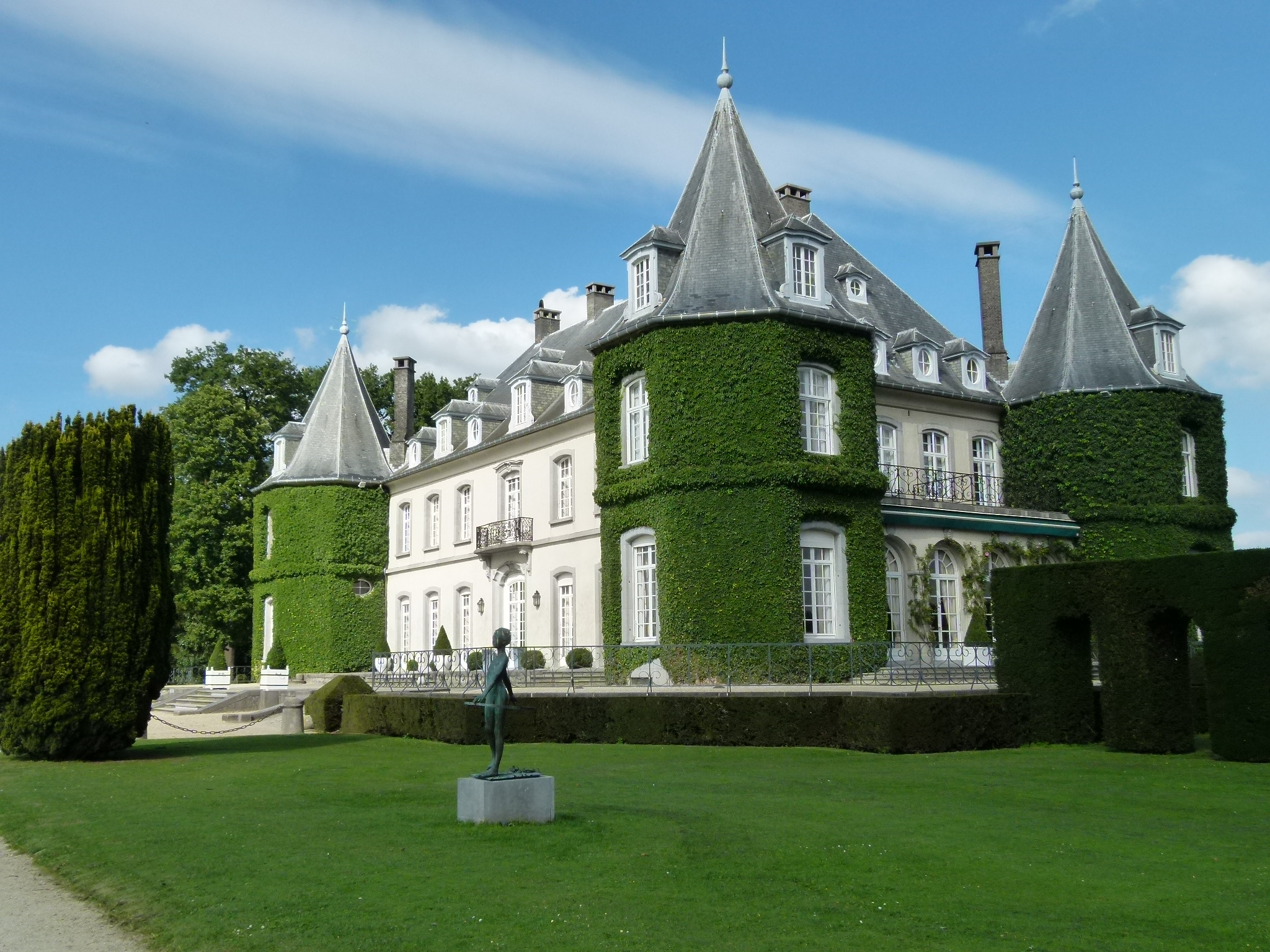
Château de La Hulpe

Arveuf-Fransquin conçoit, pour le comte Auguste de Béthune, les plans du château de La Hulpe en style néo-renaissance, dans la forêt de Soignes en Belgique; érigé au sommet d'une colline, dans un appareil de briques rouges avec des lignes de pierre naturelles, flanqué de quatre tours d'angle octogonales, le château est achevé en 1842, la direction du chantier construction ayant été confiée à l'architecte belge François Coppens .
De 1842 à 1848, Arveuf construit le château de Boursault dans un pastiche du style Renaissance dans la vallée de la Marne en aval d'Epernay, pour la Veuve Cliquot, qui a développé une maison de champagne fondée en 1772 et lui a donné son nom en 1804 ; situé dans un parc boisé au sommet d'une colline plantée de vignes, il domine le village de Boursault. Arveuf-Fransquin dessine également le parc paysager de onze hectares qui entoure le château et qui est inscrit au pré-inventaire des jardins remarquables.

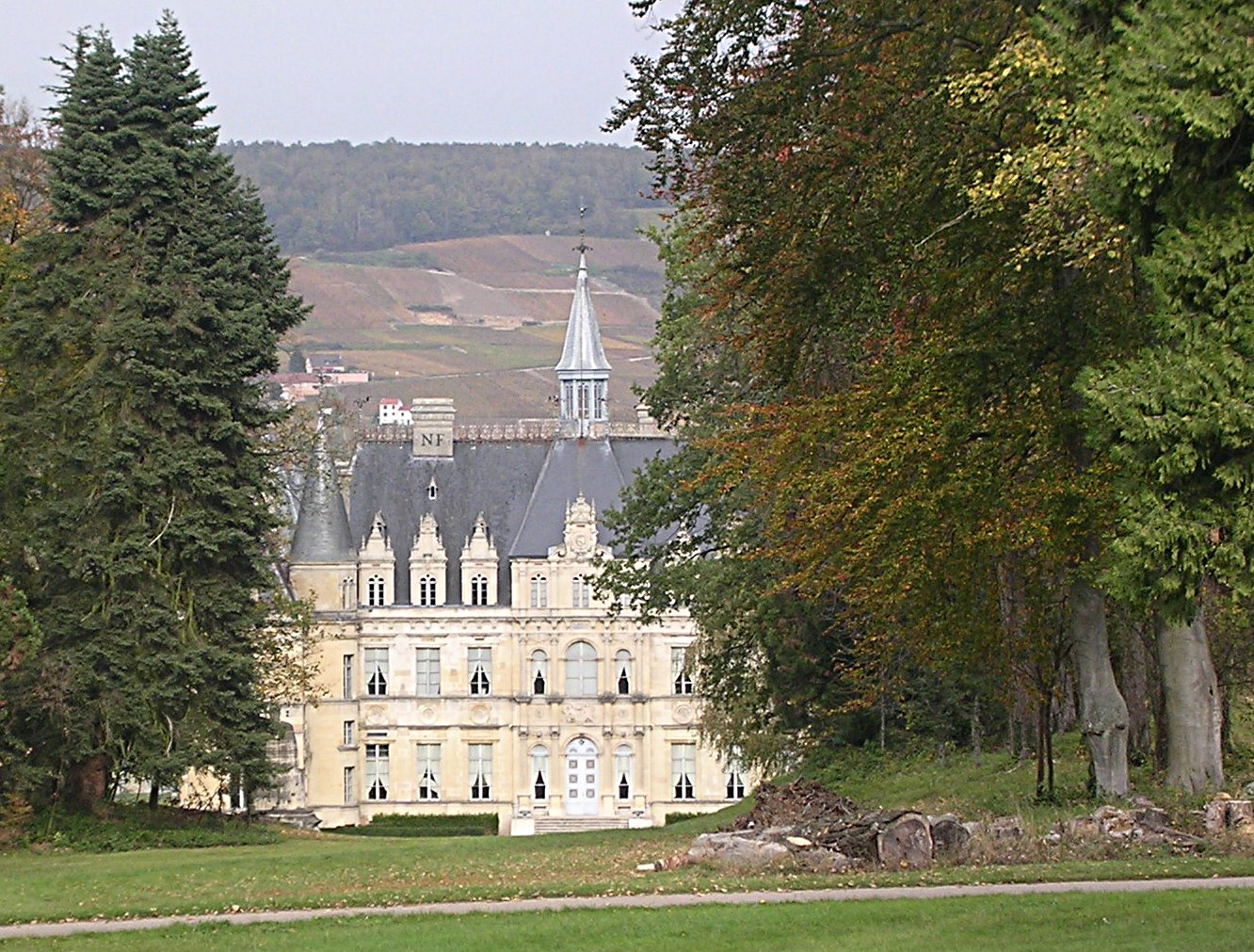
Château de Boursault

En 1863, à la demande de la comtesse de Talleyrand-Périgord, Arveuf-Fransquin transforme l’hôtel de Cassini à Paris, rue de Babylon, un hôtel particulier construit entre 1768 et 1773, qui était en mauvais état : il le reconstruit en pastiche du style Louis XVI, en créant une rotonde sur le jardin pour y remonter de superbes boiseries du XVIIIe siècle provenant de l'hôtel de Monville détruit lors du percement du boulevard Malesherbes.

## Architecture religieuse
En 1843, Arveuf-Fransquin participe au concours pour la restauration de Notre-Dame de Paris, en compétition avec Jean-Charles Danjoy et avec l'équipe de Jean-Baptiste Lassus et Eugène Viollet-le-Duc qui va l'emporter. Le projet d'Arveuf-Fransquin comme celui de Danjoy sont critiqués car ils accordent trop d'attention aux fonctions religieuses de l'édifice en sous-estimant ses dimensions historiques.

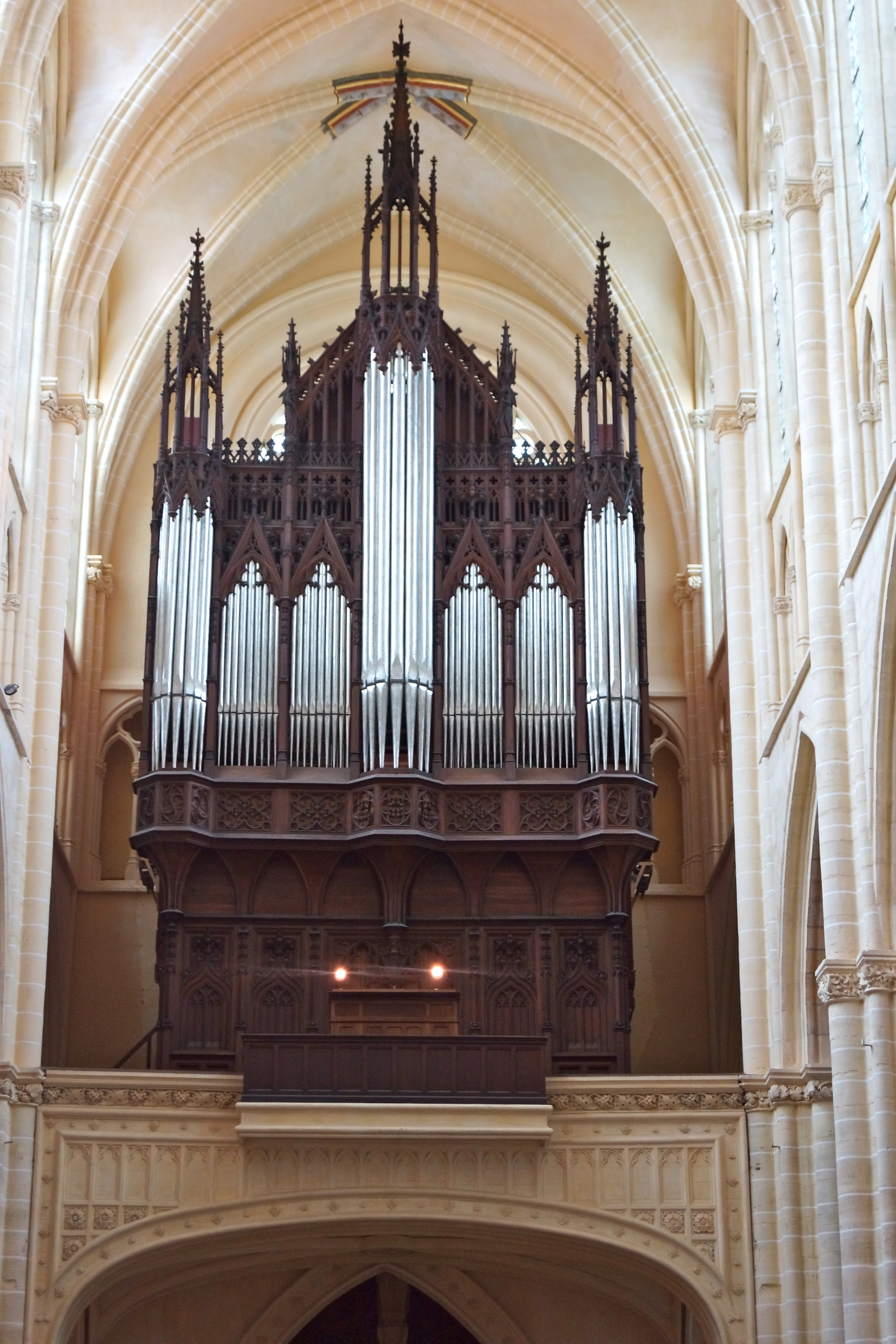
Orgue de la cathédrale de Châlons

Il dessine en style flamboyant le buffet des grandes orgues de la cathédrale de Châlons sur Marne, qui est fabriqué par l'ébéniste Etienne Gabriel Ventadour, et qui accueille en 1849 l'orgue réalisé par John Abbey. Arveuf-Fransquin construit en Haute-Marne l'église d'Eurville en style néo-gothique.

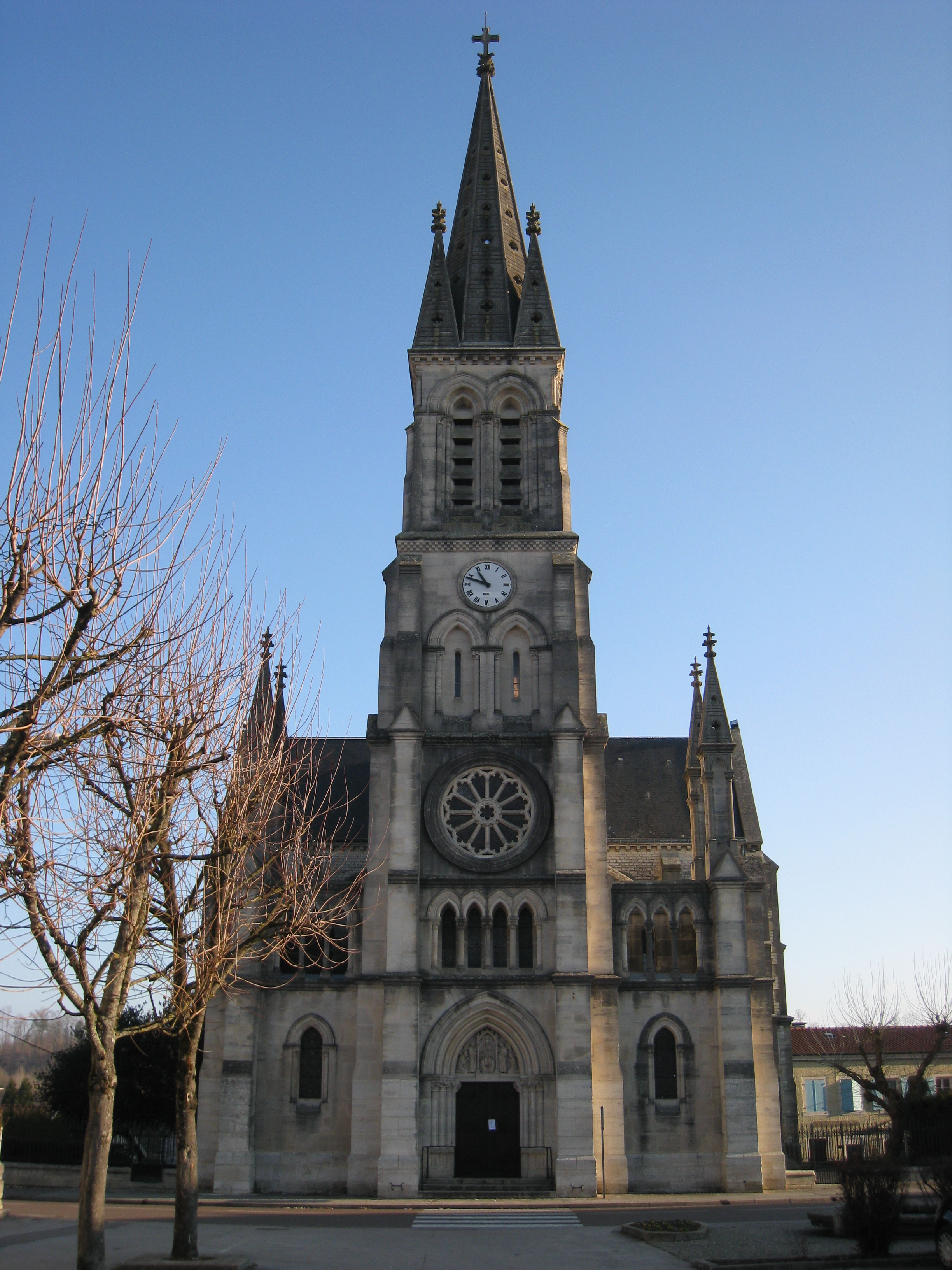
Église Notre-Dame-en-sa-Nativité d'Eurville

Architecte responsable des édifices diocésains de Reims, il est chargé des travaux de restauration de la cathédrale de Reims entre 1848 et 1862, avant d'être remplacé par Eugène Viollet-le-Duc.

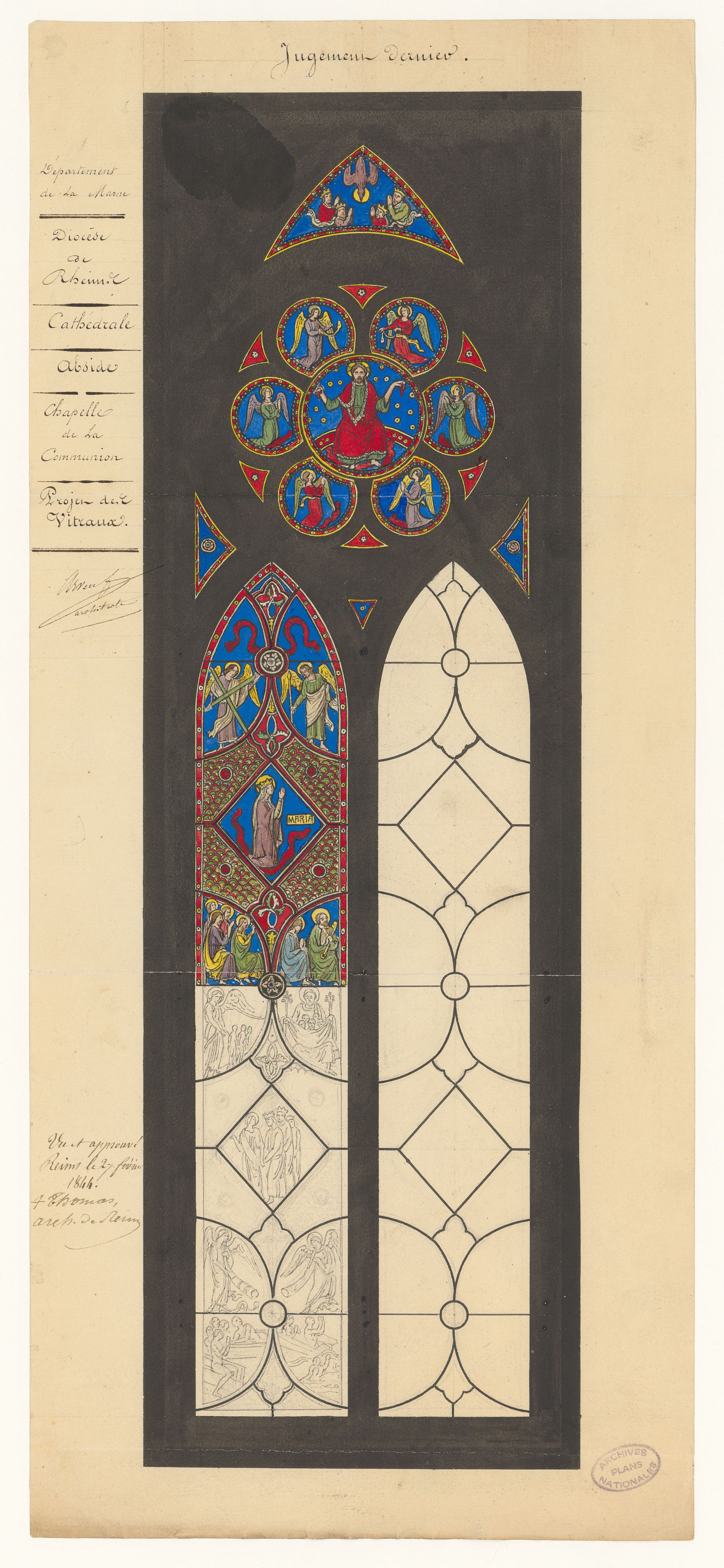
Projet de vitraux (cathédrale de Reims), 1844
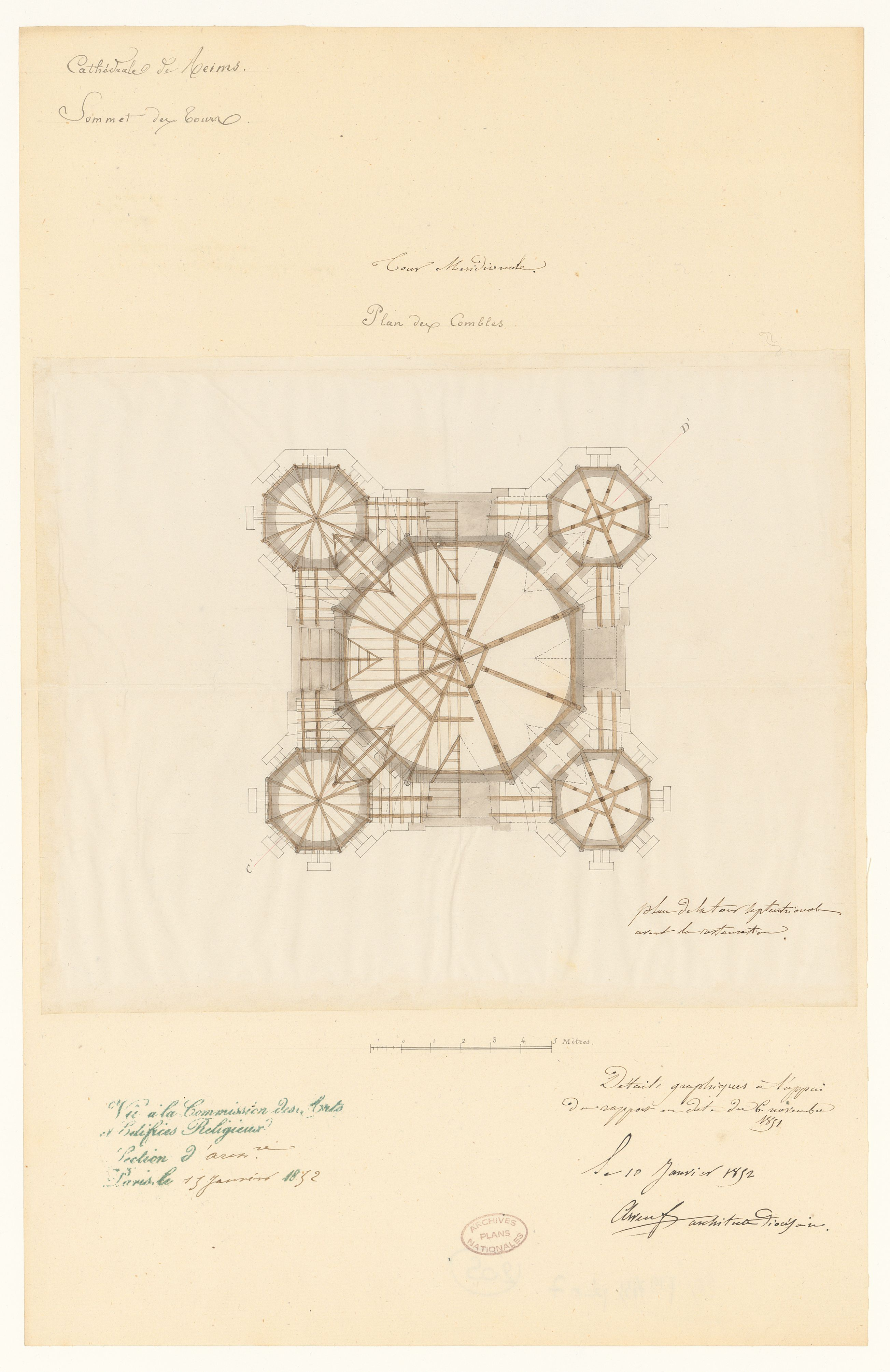
Plan des combles de la tour méridionale de la cathédrale de Reims (avant restauration), 1852